# Florida (Kuba)
Florida – miasto na Kubie, w prowincji Camagüey. W 2005 r. miasto to zamieszkiwało 73 612 osób.